# Cantón de Héricourt-Este
El cantón de Héricourt-Este era una división administrativa francesa, que estaba situada en el departamento de Alto Saona y la región de Franco Condado.

## Composición
El cantón estaba formado por seis comunas, más una fracción de la comuna que le daba su nombre:
- Brevilliers
- Chagey
- Châlonvillars
- Échenans-sous-Mont-Vaudois
- Héricourt (fracción)
- Luze
- Mandrevillars

## Supresión del cantón de Héricourt-Este
En aplicación del Decreto n.º 2014-164 de 17 de febrero de 2014, el cantón de Héricourt-Este fue suprimido el 22 de marzo de 2015 y sus 7 comunas pasaron a formar parte del nuevo cantón de Héricourt-1.